# Luanginga
Luanginga je reka, ki izvira v Angoli, nakar se v zahodni Zambiji izlije v Zambezi.